# Косимов, Абдукахор Сатторович
Коси́мов Абдукахо́р Сатто́рович (псевдоним тадж. Абдукаххо́р Коси́м; 27 января 1965, совхоз-техникум имени Куйбышева Вахшского района, Таджикистан) — таджикский поэт, поэт-песенник, переводчик, редактор. Главный редактор газеты «Хидоят» народно-демократической партии Таджикистана. Член всемирного движения поэзии «Мир без стен» — WPM. Почётный всемирный советник FOWCAAS «Федерации всемирного общества культуры и искусства» (Сингапур, 2022). Почётный доктор литературы и журналистики Международного университета «Глория» (Буркина-Фасо, 2023).
Член Ассамблеи народов Евразии, Интернационального Союза писателей (Россия). Сопредседатель литературного совета Ассамблеи народов Евразии. Координатор Всемирного Союза поэтов за мир и свободу («Uni ón Mundial de poetas por la paz y la libertad UMPL», Италия). Член правления Всемирного союза писателей WOW. Официальный представитель и международный советник Нигерийского фонда мира и прав человека «Свобода действий» (Нигерия, 2023). Директор по культуре штата Бирланд (2024).
Выдающийся современный таджикский поэт.

## Биография
Родился 27 января 1965 года в совхоз-техникуме имени Куйбышева Вахшского района Таджикистана. В 2002 году кончил Таджикский государственный педагогический университет. С 1983 по 1985 служил в рядах Вооружённых сил СССР.
Основатель и руководитель литературного клуба «Ворисони Турсунзода» в городе Турсунзаде.
Абдукаххор Косим публиковался во многих антологиях современных евразийских писателей 2019—2020: «Поэтические Голоса мира — 2020», Ассоциация вьетнамских писателей, Интеллектуалы, писатели и литературные критики Южного Вьетнама; «POETIC VOICES OF THE WORLD IN 2020», Мексика; «Воспоминание 30 Международного поэтического фестиваля „Меделин“» (Memorias del 30º Festival Internacional de Poesía de Medellín, ISSN: 0121-2966); «Мир Гогёши» (World Gogyoshi) — Япония; «Всемирной поэтической антологии» (World poetry Antologi) — Непал; «Произведения современных выдающихся поэтов со всего мира-2021» (ISSN 23108932, Китай); антология «Os dias da peste Centenário do PEN International 1921—2021» Portugal (ISBN 978-989-785-072-1); сборник Современная метафора «Антология цвета жизни» Польша — 2021 (ISBN 978-83-8273-186-6); антология мировой поэзии Global Anthology of the Thousand Poets «Candles of Hope» (ISBN 9789938-599-169, Тунис-2021); антологии мировой поэзии «World Poetry Tree» (ISBN 978-9948-8835-0-0, Дубай-2022); антология «Многонациональные солдаты пера» (Multinational Soldiers of the Pen), Дака, Бангладеш-2022, (ISBN 978-984-96743-1-3); международная поэтическая энциклопедия «ГРАЦИЯ ДЕЛЕДДА В МИРЕ», Италия-2023 (ISBN 97888-92394-64-3); международная антология «Word contemporary Poets» (Поэты современного мира), изданной в США издательством «PRODIGY» (ISBN 9798390571316); 2 том Международной поэтической антологии Голоса мира «Трансформация сознания и искусства», Мексика, Издатель: BERKANA, ASIN: B0C55V6DPR-2023; книга переводов «قصائد» «Касиды», издательство «Аль-Нашер», 2024 (ISBN 978-977-87296-9-6) и др.
Его стихи были опубликованы в международных журналах: «Conexionnortesur»; «Atunis Galaxy Poetry»; «Science Guide»; «Черниговшина»; «Литера», «ЛИФФТ» и др.
В 2019 году Абдукаххор Косим — участник Всероссийского литературного фестиваля «ЛиФФт», проходившем в Тюмени и Тобольске, который был посвящён Международному году языков коренных народов и 75-летию Тюменской области; участник Евразийского литературного фестиваля «ЛиФФт-2019» в Баку (Азербайджан); Международного фестиваля поэзии Меделин-Колумбия — 2020. Принимал участие в поэтического фестиваля «Writers Festival International Cape Comorin Club-India», Гранд-финалист 9th International Poetry Competition MILI DUEL https://milidueli.com/ и др. С 2021 года Абдукаххор Косим — Действительный член Международной академии русской словесности.
Его произведения переведены на английский, испанский, китайский, французский, немецкий, сербский, хинди, польский, бангла, украинский, португальский, турецкий, азербайджанский, персидский, туркменский, киргизский и другие языки. Произведения Абдукаххора Косим переводили Атанас Ванчев де Траси, Резауддин Сталин, Тсай Дземин, Сергей Дзюба, Сантош Кумар Покхарел, Даяна Лазаревич, Генрих Дик, Ораз Мырадов, Мусакун Сатыбалдиев и другие.
Он же перевёл произведения многих поэтов из разных регионов мира на таджикский язык. Является автором сборника переводов с русского на таджикский язык «Пусть дружбой будет полон мир!». Перевёл сборник сказок и пьес Генриха Дика «Коварный план», книгу рассказов профессора Милутина Джуричковича «Как росли двойняшки»; повесть киргизского писателя Жылдыза Акаева «Эделвейси для Люсии», прозу сербского писателя Милутин Джуричкович, произведения русских поэтов Маргариты Аль, Вадима Терёхина, Александра Вепрёва, Вячеслава Куприянова и др.
Абдукаххор Косим автор 14 книг и участник более 35 мировых антологий и сборников. Им написано более 100 песен на таджикском и русском языках.

## Библиография

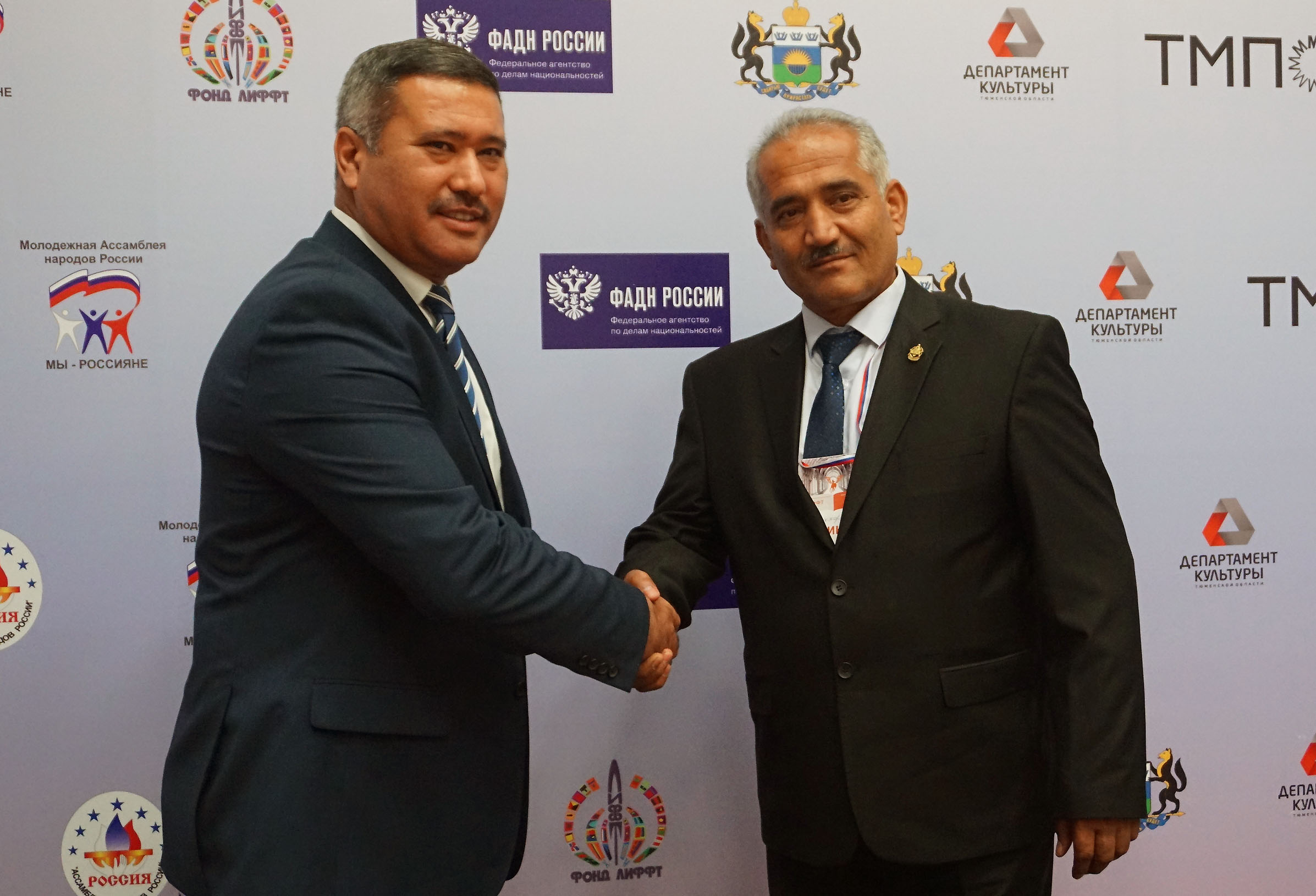
Назиржон Абдуганиев — Заместитель Председателя Совета, председатель исполкома Ассамблеи народов России (Россия, Москва) и Абдукаххор Косим — Гл. редактор газеты «Хидоят» (Таджикистан) во время церемонии открытия литературного Фестиваля «ЛиФФт-2019» в Тюмени.

## Награды
- «Отличник просвещения и науки Республики Таджикистан»

- «Отличник культуры Республики Таджикистан»
- Юбилейный медаль 20-летия Погранвойск Таджикистана
- Медаль «20-летия Национальной гвардии Таджикистана»
- Медаль «За помощь и содействие ветеранскому движению»
- Серебро Евразийского фестиваля фестивалей ЛиФФт (2019)
- Медаль «За активную работу в Интернациональном союзе писателей»
- Медаль лауреата международной премии имени В. Набокова
- Национальная премия Таджикистана «ТОП-50» за вклад в развитие общества (2021)[14]
- Благодарственное письмо Ассамблеи народов Евразии (2022)
- Мировой рекордсмен в гуманитарной и социальной областях «За глобальные гуманитарные и социальные заслуги» и занесён в Книгу мировых рекордов Нигерии (20.09.2023)[15]
- Почётный доктор литературы и журналистики Международного университета «Глория», Буркина-Фасо (2023)[16]